# Arroyo Caraguatá
El arroyo Caraguatá es un curso de agua uruguayo que atraviesa los departamentos de Rivera y de  Tacuarembó perteneciente a la cuenca hidrográfica del Río Uruguay.
Nace en la cuchilla de los Cerros Blancos desemboca en el río Tacuarembó tras recorrer alrededor de 120 km. Sus principales afluentes son el Bañado de los Cinco Sauces  y el arroyo Coronill.
Es el arroyo más largo del Uruguay
- Datos: Q703078